# .yt
.yt is het achtervoegsel van domeinnamen in Mayotte. .yt-domeinnamen worden uitgegeven door AFNIC, die verantwoordelijk is voor het top level domain 'yt'.